# Potamarcha puella
Potamarcha puella är en trollsländeart som beskrevs av James George Needham 1930. Potamarcha puella ingår i släktet Potamarcha och familjen segeltrollsländor. IUCN kategoriserar arten globalt som otillräckligt studerad. Inga underarter finns listade i Catalogue of Life.